# Annelles
 Annelles  es una población y comuna francesa, en la región de Champaña-Ardenas, departamento de Ardenas, en el distrito de Rethel y cantón de Juniville.

## Geografía
Annelles está situado a unos 10 km al sureste de Rethel y a 4 km al noreste de Juniville. Se puede acceder al pueblo por la carretera D25 desde Juniville, que atraviesa el centro de la comuna y el pueblo, y continúa hacia Saulces-Champenoises en el noreste. Aparte del pueblo, la comuna está compuesta enteramente de tierras de cultivo.

## Demografía
| 106 | 95 | 90 | 89 | 110 | 118 |
| Para los censos de 1962 a 1999 la población legal corresponde a la población sin duplicidades (Fuente: INSEE [Consultar]) |    |    |    |     |     |